# 凯莉·马西
凯莉·马西（英語：Kelly Massey，1985年1月11日—）是一名专长于400米赛跑的英国田径运动员。她曾代表英格兰在2014年英联邦运动会女子4×400米接力项目上赢得一枚铜牌，之后她代表英国队出战2016年里约奥运，结果在4×400米接力项目上获得铜牌。